# Henri Charrière
Henri Charrière [anri sárrier], becenevén Pillangó (franciául: Papillon; Saint-Étienne-de-Lugdarès, Ardèche (megye), 1906. november 16. – Madrid, 1973. július 29.) francia börtönviselt író, akinek sikerült megszöknie az Ördög-szigeten levő büntetőtelepről 1945-ben Francia Guyanán.

## Élete
Charrière Délkelet-Franciaországban született, két nővére volt. Édesanyját tizenegy éves korában vesztette el, nem sokkal ezután elszegődött a francia flottához, amit azonban otthagyott és Párizsba ment, ahol megházasodott, de törvényen kívülivé vált. A mellkasán levő lepke formájú tetoválás után kapta a Pillangó becenevet.
Később megvádolták egy kerítő, Roland le Petit meggyilkolásával és 1931. október 26-án életfogytig tartó börtönbüntetésre ítélték. Charrière mindvégig tagadta a vádakat, melyek szerinte csak koholmányok voltak. Ártatlanságát azóta sem tudták igazolni, ezért máig sem világos, ő tette-e, avagy volt-e bárminemű érintettsége az ügyben. Először a Caenban levő Beaulieu börtönbe szállították, majd hajóra tették és Guyanába vitték, arra a helyre, ahol ártatlanul annak idején Alfred Dreyfus is raboskodott. A hajón ismerkedett meg Louis Degával, akit pénzhamisítás miatt ítéltek el. Ismeretségük később barátsággá változott.

### Börtönévek
Saint-Laurent-du-Maroniban kötöttek ki, ahonnét Degát és Charrière-t egy dzsungelbeli munkatelepre vitték. Két társával Clousiot-val és Maturette-val megszöktek egy csónakon, amelyet helyi leprások adtak nekik. Ezzel elhajóztak a kolumbiai partokig. Ott ugyan elfogták őket, de Charrière innen is kivágta magát, majd egy gyöngyhalászattal foglalkozó indián közösségben lelt menedéket, ahol kapcsolatot létesített egy indián nővel. A kolumbiai hatóságok csakhamar letartóztatták és kiadták a franciáknak. Évekig magánzárkában sínylődött, végül könyve szerint telepesként az Ördög-szigetre szállították, de ezt a Francia hatóságok vitatták, és kiadták a fegyenctelepi feljegyzéseket miszerint sosem volt ott bebörtönözve. Elmondása szerint ekkor már Dega is ott élt.

### Szökés
Charrière elmebajt színlelt és a börtön elmegyógyintézetébe került, ahonnan megint megpróbált megszökni egy másik fegyenccel. Együtt próbáltak meg elúszni Guyanától, de társa megfulladt.

### A szökés után
Charrière végül elérte Venezuelát, ahol új életet kezdhetett. 1952-ben megházasodott és nyitott egy éttermet Caracasban. Tizenhét évvel később megírta a Pillangó című kalandregényt, amelynek önéletrajzi elemei is vannak (egyes kritikusok szerint mások tetteit is sajátjaiként adta elő), és kiadta Franciaországban. A könyv nagy sikert aratott,  és egy évvel később Patrick O’Brian lefordította angolra. A könyv egymillió példányban kelt el csak Charrière szülőhazájában.
1973-ban Franklin J. Schaffner megfilmesítette a regényt, Steve McQueen és Dustin Hoffman főszereplésével. A forgatáson néhányszor Charrière is jelen volt, s a díszlettervezőt tanácsaival látta el.
Nem sokkal később elhunyt rákban. Regényének és a belőle készült hollywoodi produkciónak napjainkban is töretlen a sikere.
Charrière szökési kísérletei a guyane-i büntetőtelepről egyáltalán nem voltak egyediek. Minden rab legalább egyszer megpróbálta ugyanezeket a módszereket. Egy ideig szabadon mozoghattak, ahol nem látta őket senki. Voltak, akik a dzsungelen keresztül próbálkoztak, a folyókon át, de őket a gyilkos vadon és az állatok megölték, vagy pedig elfogták az őrök. Mások kókuszdióval raktak meg zsákokat, a vízbe dobták és úgy próbáltak elúszni, de ezek a kísérletek is kudarcba fulladtak. Mások tutajt próbáltak ácsolni, de mivel nem volt elég idejük szilárd alkotmányt készíteni, ezzel sem tudták elhagyni a gyarmatot. A menekülés már csak azért is nehéz volt, mert a legbiztosabb helyek, ahová menekülhettek, azok Brazília, Kolumbia, Ecuador vagy Honduras volt, mert a legközelebbi Brit és Holland Guyanán a helyi hatóságok azonnal elfogták és visszaküldték volna őket a franciáknak. A portugál és spanyol hatóságok is rendszerint visszaküldték a szökött fegyenceket, amint megtalálták őket. Akinek sikerült elmenekülnie, az általában a spanyol államokban vagy a portugál Brazíliában kezdett új életet, de volt olyan, aki visszatért Franciaországba.

## Magyarul megjelent művei
- Pillangó. Szökéseim a pokolból; ford. Kamocsay Ildikó, Philipp Berta, Szoboszlai Margit, utószó Bajomi Lázár Endre; Európa, Budapest, 1971 (5 világrész könyvei)
- Szabad vagy, Pillangó! A Pillangó kalandjainak folytatása!; ford. Ilosvay Katalin; Pesti Könyvek–Bestseller, Budapest, 1990 (Pesti ponyva)

## Fordítás
- Ez a szócikk részben vagy egészben  a   Henri Charrière című angol Wikipédia-szócikk fordításán alapul.  Az eredeti cikk szerkesztőit annak laptörténete sorolja fel. Ez a jelzés csupán a megfogalmazás eredetét és a szerzői jogokat jelzi, nem szolgál a cikkben szereplő információk forrásmegjelöléseként.